# Karakhardaix
Karakhardaix o Kara-Hardaš va ser un rei cassita de Babilònia, d'Accàdia, del País de la Mar i de Khana. Va succeir al seu pare Burnaburiaix I. Era fill de la princesa assíria Mubal·litat-Xerua, filla del rei Aixurubal·lit I i tenia l'hostilitat d'una part de la cort babilònia degut al seu origen.
Al cap d'un o dos anys de regnat va ser assassinat per un cortesà recolzat per tropes cassites, que van proclamar rei al seu lloc al príncep cassita Nazibugaix (Suzigaix). La seva relació familiar amb l'assassinat és desconeguda. Els assiris van reaccionar i van deposar Nazibugaix, nomenant rei Kurigalzu II.